# هيرمان روس
هيرمان روس (بالفنلندية: Herman Ross)‏ (و. 1672 – 1726 م) هو، من فنلندا، توفي عن عمر يناهز 54 عاماً.